# Hydriomena albipunctata
Hydriomena albipunctata är en fjärilsart som beskrevs av Nitsche 1933. Hydriomena albipunctata ingår i släktet Hydriomena och familjen mätare. Inga underarter finns listade i Catalogue of Life.